# 요시다 마사타카
요시다 마사타카(일본어: 吉田 正尚, 1993년 7월 15일 ~ )는 일본의 프로 야구 선수이며, 현재 메이저 리그인 보스턴 레드삭스의 소속 선수(외야수)이다. 후쿠이현 후쿠이시 출신이다.
대리인은 스콧 보러스이다.

## 인물

### 프로 입단 전
6세 때 야구를 시작하여 후쿠이 시립 아소즈 초등학교, 후쿠이시 아스와 중학교에 재학 중 보이즈 리그팀 ‘사바에 보이즈’ 소속이었다. 본인 말로는 “‘멀리 날고 싶다’는 의식이 강했다(어린 시절이었다)”고 밝혔다.
쓰루가 게히 고등학교에 진학한 후에는 1학년 여름에 4번 타자로서 제91회 전국 고등학교 야구 선수권 대회에 출전했다. 첫 상대인 데이쿄 고등학교와의 경기에서 1안타를 날렸으나 팀은 패했다. 1학년 가을에 열린 후쿠이현 대회 우승과 호쿠신에쓰 대회 준우승을 잇달아 경험했고 2학년 봄에 열린 제82회 선발 고등학교 야구 대회에 출전했다. 개막전이기도 한 1차전에서는 나카무라 쇼고가 소속된 덴리 고등학교를 상대로 3안타를 기록하는 등 팀 승리에 기여했다. 그 후에도 팀 승리가 계속됐지만 야마사키 사치야가 소속된 니혼 대학 제3 고등학교와의 준준결승에서 3타수 무안타에 그쳤고 팀도 탈락했다. 2학년 여름 이후 한신 고시엔 구장에서의 전국대회에는 출전하지 못했지만 춘·하계 대회 내내 4경기에서 타율 0.313에 16타수 5안타 2타점의 성적을 남겼다. 고등학교 2년 선배로는 야마다 노부요시, 1년 아래인 니시카와 료마가 있었다.
아오야마 가쿠인 대학에 진학 후 도토 대학 1부 리그에서는 1학년 춘계 리그전에서 4번 타자로 발탁됐는데 타율 0.311, 1홈런, 7타점을 기록하여 지명 타자로서 베스트 나인에 선정되는 영예를 안았다. 추계 리그전부터는 3번 타자로 고정돼 2년 선배이자 4번 타자인 스기모토 유타로와 클린업 타선을 구축했다. 또한 지명 타자 부문에서 2년 연속 베스트 나인에 선정됐다. 2학년 때 춘계 리그전에선 지명 타자에서 외야수로 전향하여 4홈런을 기록했고 외야수 부문에서는 처음으로 베스트 나인에 선정됐다. 3학년 때 추계 리그전에서는 타율 0.352, 3홈런의 성적으로 외야수로선 두 번째의 베스트 나인을 수상했다. 하지만 팀은 2부 리그로 강등됐다. 스기모토가 재학 중에는 리그전에서 스기모토와의 연속 홈런을 세 차례나 달성했다. 4학년 가을에는 2부 리그에서 타율 0.400, 5홈런을 기록했지만 팀은 1부 리그로 승격되지 못했다. 재학 중 도토 리그의 1부에서 통산 72경기에 출전했고 타율 0.277(278타수 77안타), 9홈런, 38타점, 12도루 등의 성적을 남겼다.
대학 2학년 때인 2013년 7월에는 제39회 미일 대학 야구 선수권 대회 일본 대표, 3학년 때는 제27회 하를럼 베이스볼 위크의 일본 대표팀 선수로 발탁됐다. 4학년 때인 2015년 6월에는 하계 유니버시아드 일본 대표팀에 발탁됐다. 하계 유니버시아드 개막을 앞두고 메이지 진구 야구장에서 열린 ‘대학 일본 대표 대 NPB 선발’전에서는 상대 투수 다카하시 고나로부터 홈런을 날렸다. 같은 해 대한민국 광주광역시에서 개최된 하계 유니버시아드에서는 주로 4번 타자로 출전하여 일본 대표팀 우승에 기여했다. 대회 종료 후에 열린 U-18 야구 월드컵 일본 대표팀과의 평가전에서는 우에노 쇼타로와 다카하시 미키야를 상대로 2연타석 홈런을 날렸다. 대학 2년 선배로는 스기모토 외에 도조 다이키와 와타나베 유타, 1년 선배로는 가토 다쿠마, 1년 후배로는 오카노 유이치로가 있었다.
2015년 NPB 드래프트 회의에서는 오릭스 버펄로스로부터 1순위에 지명돼 계약금 1억 엔, 연봉 1,500만 엔(금액은 추정치)으로 입단했고 등번호는 34번으로 결정했다. 구단 내에 요시다 가즈마사, 요시다 료 등이 소속돼 있었기 때문에 언론 보도 및 전광판 상에는 ‘吉田正’(요시다 마사)로 표기된다. 오릭스는 이 회의에서 JR 서일본으로부터 스기모토를 10순위로 지명했다. 두 사람 다 입단함으로써 대학 시절과 마찬가지로 팀 동료가 됐다. 더 나아가 구단에서는 ‘어떻게 해서든 일본식 대포를 차지하고 싶었다’라는 이유로 1순위를 지명했지만 정작 자신은 “(팀에는)이토이 요시오, T-오카다, 고토 슌타 등 왼쪽의 훌륭한 외야수들이 많이 있다”는 것에서 오릭스로부터의 1순위 지명은 상상하지 못했다고 말했다.

### 오릭스 시절

#### 2016년
춘계 스프링 캠프를 앞둔 신인 합동 자율 훈련 중에 전신 구단(오릭스 블루웨이브)의 OB인 이치로(당시 MLB 플로리다 말린스 소속)와 홋토못토 필드 고베에서 처음으로 대면했다. 이치로에게서 직접 ‘아오가쿠(아오야마 가쿠인 대학)의 아들이다’라는 말을 걸어왔지만 훈련 이틀 째에 갑작스런 왼쪽 종아리 근막염 발병으로 춘계 스프링 캠프를 2군에서 맞이했다. 캠프 초반인 2월 6일에는 1군에 승격했지만 당일에 있은 타격 연습에서 오른쪽 옆구리 통증을 호소하여 이틀 후인 2군에 내려갔다. 3월 16일에는 히로시마 도요 카프와의 웨스턴 리그 공식전에 지명 타자로 출전했는데 실전 2경기 만에 프로 데뷔 첫 홈런을 기록했다. 시범 경기 마지막 상대인 한신 타이거스와의 3연전(교세라 돔 오사카)에서 다시 1군에 합류하자 3경기 모두 선발로 기용됐고 3월 19일 경기에서는 3회말 두 번째 타석에서 상대 투수 후지카와 규지로부터 교세라 돔 3층석 앞부분의 벽을 직격하는 홈런을 날렸다. 시범 경기 통산 13타수 4안타를 기록하자 개막 1군 엔트리에 오르면서 당시 후쿠라 준이치 감독은 ‘지명 타자로서의 개막전 선발 기용’이라고 공언했다. 3월 25일 사이타마 세이부 라이온스와의 개막전(세이부 프린스 돔)에서는 ‘1번 타자 겸 지명 타자’로서 프로 데뷔 첫 선발 출전했다. 본인 말로는 ‘중학생(시대) 이래’의 1번 타자 기용이라는 것이었는데 7회초 세 번째 타석에서 데뷔 첫 안타를 날리는 등 풀타임을 뛰며 5타수 2안타를 기록했다. 또한 개막전부터 6경기 연속 안타를 달성했다. 하지만 선발 기용이 계속되는 와중에 요추 부분에서 추간판증을 일으켰다. 외야 수비에 나가지 못할 정도로 증상이 악화됐기 때문에 4월 24일에 1군 등록이 말소됐다. 그 후 8월 12일 1군에 복귀했고 8월 18일의 홋카이도 닛폰햄 파이터스전(삿포로 돔)에서 데뷔 첫 홈런을 쳤다. 8월 26일 도호쿠 라쿠텐 골든이글스전(라쿠텐 Kobo 스타디움 미야기) 이후 30경기에서 3번 타자로 나섰고 다음 날인 27일 역시 라쿠텐전에서 1회초 첫 타석부터 2연타석 홈런을 때려냈다. 팀의 시즌 최종전인 10월 1일 라쿠텐전(코보스타 미야기)에서 오릭스의 신인 선수로서는 1969년의 가토 히데지 이래 47년 만에 1군 공식전의 4번 타자로 기용됐다.
시즌 전체적으로는 위에서 말한 부상의 영향으로 1군 출장은 63경기에 그쳤고 타석수(258)도 퍼시픽 리그 규정 타석(443)보다 밑돌았지만 타율 0.290(리그 9위에 해당), 10홈런, 34타점을 기록했다. OPS는 0.854(리그 4위에 해당), RC27은 6.09(리그 8위에 해당)에 달했다. 수비면에서는 좌익수로서 44경기에 선발 기용됐고 우익수로서 9경기, 지명 타자로서 8경기에 출전했다. 시즌 후 중화민국에서 열린 아시아 윈터 리그에서는 웨스턴 리그 선발의 주축 타자로서 총 18경기에 출전했다. 이 대회에서 타율(0.556), 홈런(6개), 안타(30), 루타(57), 타점(29) 등 5개 부문에서 모두 최고 성적을 거두며 최우수 타자로 선정됐다. 귀국 후인 12월 20일에 연봉 2,100만 엔(전년도보다 600만 엔 인상)의 조건으로 재계약을 맺었다.

#### 2017년
‘시즌 143경기 전체 출장’을 목표로 내걸었으나 시범 경기 종반에 허리 통증이 재발했다. 후의 검진에서 허리 통증에 의한 재발 판정을 받았기 때문에 개막 1군 엔트리에서 제외됐다. 5월 10일, 웨스턴 리그의 히로시마 도요 카프전(마이시마 베이스볼 스타디움)에서 2번 타자 겸 좌익수로 선발 출전하여 실전에 복귀했다. 1회말 첫 타석에서 홈런을 쳤지만 경기 종료 후 허리 통증을 호소하며 다시 전력에서 이탈했다. 7월 9일 지바 롯데 마린스전에서는 3번 타자 겸 지명 타자로서 이 해에 처음으로 1군 공식전에 출전했다. 다음날 10일의 닛폰햄전(모두 교세라 돔 오사카)에서는 1회말 첫 타석에서 우익 관중석 5층석을 향해 추정 비거리 130m의 홈런을 날렸다. 같은 달 하순 이후로는 구단 수뇌진이 공격 중시의 타선을 짠 것에 의해 8경기에서 1번 타자, 9경기에서 2번 타자로 기용됐다. 8월 8일 세이부전(교세라 돔 오사카)에서는 2년 연속으로 한 경기에서의 2개 홈런을 2타석 연속으로 기록했다. 8월 16일 후쿠오카 소프트뱅크 호크스전(후쿠오카 야후오쿠! 돔) 이후에는 시즌 종료 때까지 다시 3번 타자로 기용됐다. 9월 3일 세이부전(교세라 돔 오사카)에서 2년 연속으로 시즌 두 자릿수 홈런을 달성했다. 시즌 종반인 10월 4일에는 수술을 받았지만 등록을 말소하진 않았고 수술 후에도 1군에서의 2경기에 출장했다. 위에서 말한 허리 통증과 수술의 영향으로 1군에서의 출장은 64경기(268타석)에 그쳤지만 타율 0.311(리그 2위에 해당), 12홈런, 38타점을 기록했다. 모두 전년도를 웃도는 성적을 남겼고 OPS는 0.928(리그 3위에 해당), RC27은 7.41(리그 3위에 해당)에 달했다. 타순에서는 1번이나 2번으로 기용된 적도 있었지만 주로 3번 타자(46경기)로 기용됐다. 수비면에서는 주로 우익수(36경기)로 출전했지만 좌익수로서 16경기, 중견수로서 1경기, 지명 타자로서는 10경기에 각각 선발 출장했다.
시즌이 끝난 후에 개최되는 추계 스프링 캠프 참가도 고사하여 11월 하순에는 허리 수술을 받았다. 12월 6일에는 추정 연봉 3,100만 엔(전년도보다 1,000만 엔 상승)이라는 조건으로 재계약을 맺었다.

#### 2018년
전년도에 허리 수술을 받은 것을 고려해서 춘계 스프링 캠프를 2군에서 맞이했다. ‘부상 당하지 않는 몸을 만들기’, ‘주공수 모든 면에서의 레벨 업’을 테마로 내걸고 체간 트레이닝 등에 전념했다. 스프링 캠프 초반인 2월 4일에는 일본 야구 국가대표팀 감독 이나바 아쓰노리로부터 2020년 도쿄 올림픽 일본 야구 대표팀 후보에 올랐다는 사실을 통보받았다. 스프링 캠프 종반부터 1군에 합류하면서 3월 30일에는 소프트뱅크와의 정규 시즌 개막전(후쿠오카 야후오쿠! 돔)에서 3번 타자 겸 좌익수로 선발 출전했다. 5월 22일 라쿠텐전(라쿠텐 세이메이 파크 미야기)에서는 3회초 두 번째 타석에서 시즌 6호 홈런, 4회초 세 번째 타석에서 2점 적시타(단타), 6회초 네 번째 타석에서 2루타를 기록했다. 8회초 다섯 번째 타석에서도 장타를 날려 3루로 출루했지만 2루에서 3루로 가는 것이 ‘송구간 진루’(공식 기록상에는 2루타)로 간주돼 사이클링 히트를 달성하지 못했다. 프로 입단 후 처음으로 출전한 센트럴·퍼시픽 교류전에서는 6월 7일 한신전(한신 고시엔 구장)에서 프로 데뷔 후 첫 3루타를 쳤고 6월 13일 히로시마전(교세라 돔 오사카)에서는 3년 연속 시즌 두 자릿수 홈런을 기록했다. 교류전 기간 동안 전체 18경기에 출전하여 타율 0.397, 3홈런, 10타점, 출루율 0.477, 득점권 타율 0.500 등의 좋은 성적을 남긴 것과 동시에 팀을 퍼시픽 리그 구단 최고 순위(2위)에 올린 공로로 교류전 MVP에 선정됐다. 교류전 최종전에서 경기 도중 오른발 관절 부분이 삐면서 자력으로 걷지 못한 채로 대주자를 내보냈지만 이튿날인 22일부터 재개된 퍼시픽 리그 공식전에서는 대타 출전을 거쳐 주전 자리에 다시 복귀했다. 올스타전에서는 팬 투표와 선수간 투표 모두 퍼시픽 리그 외야수 부문 3위에 올라 첫 출전했다. 7월 13일 올스타전 1차전(교세라 돔 오사카)에서는 퍼시픽 리그 팀의 5번 타자 겸 지명 타자로 선발 출전했는데 1회말 첫 번째 타석에서 올스타전 첫 안타·첫 타점을 마쓰자카 다이스케로부터 적시타를 기록했다. 정규 시즌에서는 전체 143경기에 출전하여 규정 타석에 처음으로 도달함과 동시에 타율 0.321, 26홈런, 86타점이라는 좋은 성적을 남겼다. 오프에는 5,400만 엔이 증가된 추정 연봉 8,500만 엔으로 재계약을 맺었다.

#### 2019년
시범 경기 기간 중인 3월 상순에 교세라 돔 오사카에서 열린 일본 대표팀 평가전(멕시코 대표팀과의 2연전)에서 프로 데뷔 후 처음으로 일본 대표팀의 일원으로 선출됐다. 평가전에서는 두 경기 모두 선발 출전하여 클린업 타선의 일원을 맡았고 2차전에서는 1회말 첫 번째 타석에서 만루 홈런을 날렸다. 정규 시즌에는 개막 이후부터 4번 타자로 기용했는데 개막 초에는 타율이 1할 대에 머물 정도로 극심한 타격 부진에 시달렸다. 시즌 첫 홈런을 날린 것은 개막 11경기(통산 49타석)째인 4월 11일 지바 롯데전(ZOZO 마린 스타디움)에서의 세 번째 타석이었다. 5월 21일 교세라 돔 오사카에서 열린 지바 롯데전에서 오릭스 선수로는 처음으로 입단 1년차부터 4년 연속 시즌 두 자릿수 홈런을 자신의 최고 페이스(출장 43경기째)로 달성했다. 전년도에 MVP를 획득한 센트럴·퍼시픽 교류전에서 다시 주춤했지만 올스타전에서는 팬 투표와 선수간 투표(모두 퍼시픽 리그 외야수 부문 2위)를 거쳐 2년 연속 출전했다. 7월 13일 올스타전 2차전(한신 고시엔 구장)에서는 3번 타자 겸 좌익수로 선발 출전해 이 경기에서 첫 홈런을 날리는 등의 활약으로 퍼시픽 리그 선수 중에서는 유일하게 감투 선수로 선정됐다. 정규 시즌 종반에는 모리 도모야(세이부)와의 리그 수위 타자 타이틀을 놓고 경쟁을 벌였는데 타율 0.329로 먼저 시즌을 끝낸 모리에게는 근소한 차이로 미치지 못했지만 리그 2위에 해당되는 타율 0.322를 기록했다. 더욱이 2년 연속 시즌 143경기에 모두 출전하여 자신의 최다 기록인 29홈런을 남겼고, 7월과 9·10월 월간 MVP에도 선정됐다. 팀으로서는 다니 요시토모(오릭스 블루웨이브 시절인 2001년 ~ 2004년) 이래 2년 연속 베스트 나인(퍼시픽 리그 외야수 부문)에도 선정됐다. 프리미어 12 종료 후인 11월 29일에 추정 연봉 2억 엔(전년도부터 1억 1,500만 엔 상승)이라는 파격적인 조건으로 재계약을 맺었다. 오릭스 토박이 선수가 입단 5년 만에 1억 엔 이상의 연봉을 받은 사례는 이치로가 블루웨이브 시절이던 1996년에 추정 연봉 1억 8,000만 엔(전년도부터 1억 엔 상승)에 재계약을 맺은 데 이어 두 번째다.

#### 2020년
8월에는 타율 0.430으로 월간 MVP를 수상하는 등 정규 시즌을 통해서 높은 타율을 유지했다. 1군 공식전에서 3년 연속으로 전 경기(같은 해엔 120경기) 출장을 이룬 것과 동시에 시즌 타율 0.350을 기록하며 팀내 토박이 선수로는 2000년(블루웨이브 시절)에 이치로 이후 20년 만에 수위 타자 타이틀을 차지했다. NPB의 1군 공식전에서 헤이세이 시대에 태어난 선수가 정규 시즌의 규정 타석을 채운 후 0.350 이상의 타율로 시즌을 끝낸 사례는 요시다가 처음이다. 개막 이후부터 한 달 남짓 사이에 7개의 홈런을 치면서도 통산 홈런 수는 14개에 그쳤지만 3년 연속 퍼시픽 리그 외야수 부문에서 베스트 나인에 선정됐다. 1군 공식전에서는 리그에서 10번째로 가장 많은 492타석에 들어서면서 전체 삼진 개수는 29개에 불과하여 리그 규정 타석에 도달한 선수 중에서는 가장 적었다(자세한 내용은 관련 항목). 시즌 종료 후 구단과의 재계약 협상을 처음으로 대리인에게 맡기면서 이듬해 1월 4일부터 니시카와 하루키 등과 함께 오키나와현에서 자주 트레이닝에 임하고 있었기 때문에 재계약 협상을 춘계 스프링 캠프인 직전(같은 달 22일)까지 미루었다. 재계약 맺은 후의 연봉은 2억 8,000만 엔으로 인센티브를 제외한 추정 액수이지만 일본 프로 야구 재적 6년차에 일본인 야수로서는 역대 최고액이다. 재계약 후에 있은 기자 회견에서 포스팅 시스템을 통한 메이저 리그에 도전할 가능성이 있음을 시사했다.

#### 2021년
팀의 선수회장으로 취임했고 정규 시즌 개막 초에는 전년도 시즌 중반부터 1군을 지휘하는 나카지마 사토시(이 해부터 감독으로 정식 취임)의 방침에 의해서 2번 타자로 수시 기용했다. 팀 전체의 득점력을 높이기 위한 기용이었지만 스기모토가 4번 타자로 고정된 5월부터는 대학 시절에 경험했던 3번 타자를 맡았다. 5월 15일 라쿠텐전(홋토못토 필드 고베)에서 메이저 리그에서 활약하다가 8년 만에 친정팀 라쿠텐에 복귀한 다나카 마사히로와 첫 맞대결을 펼쳤다. 6회말 세 번째 타석에서 왼쪽 담장을 살짝 넘기는 타구를 쳤는데 라쿠텐측의 리퀘스트 요청에 의한 비디오 판정 끝에 개인 통산 99번째 홈런으로 인정받았다. 5월 23일 소프트뱅크전(후쿠오카 PayPay 돔)에서 일본 프로 야구 역대 301번째의 개인 통산 100홈런을 달성했다. 올스타전에서는 팬 투표로 센트럴 ·퍼시픽 양대 리그 통틀어 최다 득표 선수로 출전했고 팬 투표로 선출된 홈런 더비에서는 첫 우승을 이뤘다. 도쿄 올림픽에 의한 정규 시즌 일시적 중단을 거쳐 재개된 후에도 팀과 함께 호조를 보이며 9월 3일 소프트뱅크전(후쿠오카 PayPay 돔)의 9회초 타석에서 유격수 땅볼을 쳤지만, 1루를 향해 달려 나가다가 왼발 부상을 입었다(기록은 내야 안타). 이튿날 4일에 열린 소프트뱅크전에서는 8회초에 대타로 출전했지만 5일자로 등록이 말소됐기 때문에 2018년부터 계속된 정규 시즌 연속 출장 기록이 512경기로 끊겼다. 같은 달 26일 라쿠텐전에서 복귀했지만 10월 2일의 소프트뱅크전 4회말에 오제키 도모히사로부터 사구를 받아 경기 도중에 교체됐고 오른쪽 척골 골절이라는 진단을 받아 다시 전력에서 이탈하게 됐다. 그럼에도 최종적으로는 타율 0.339로 2위 모리 도모야(세이부, 0.309)에게 3푼 차이를 벌려 퍼시픽 리그에서는 2002년, 2003년의 오가사와라 미치히로(닛폰햄) 이래, 오릭스 구단에서는 이치로 다음으로 두 번째인 2년 연속 수위 타자 타이틀을 차지했다. 출루율도 0.429로 자신의 첫 최고 출루율 타이틀을 획득했다. 더욱이 타율과 출루율 외에도 장타율은 0.563, OPS는 0.992, 득점권 타율 0.400도 리그 1위였다. 11월 10일 클라이맥스 시리즈 파이널 스테이지 1차전에서는 부상에서 불과 39일 만에 복귀를 이뤘다. 도쿄 야쿠르트 스왈로스와 맞붙은 일본 시리즈에서는 우승을 놓쳤지만 1차전에서 끝내기 안타를 쳤고, 3차전 이후에는 부상에서 회복되지 않은 와중에 수비에도 오르는 등 고군분투하는 모습을 보였다. 12월 8일에는 수술을 받았다.
12월 22일에는 1억 2,000만 엔이 상승한 추정 연봉 4억 엔+성과급 지급으로 재계약을 맺었고 구단측은 요시다의 등번호를 7번으로 변경한다고 공식 발표했다. 프로 7년째에서의 4억 엔 도달은 전체 12구단의 야수 중에서는 이치로에 이어 2번째로 가장 빠른 기록이다.

#### 2022년
4월 10일, 지바 롯데전에서 상대 투수 사사키 로키와 맞대결했을 때 헛스윙 삼진(첫 번째 타석), 헛스윙 삼진(두 번째 타석), 루킹 삼진(세 번째 타석)으로 한 경기에서 세 번의 삼진을 당하는 부진을 겪어 팀도 퍼펙트 게임을 당하는 수모를 겪었다. 5월 8일에 실시된 선별 PCR 검사에서 코로나19 확진 판정을 받고 등록이 말소됐다. 5월 17일에 재등록됐지만, 같은 날 경기 전 연습에서 환부를 다쳤고, 왼쪽 대퇴부 부분의 손상으로 5월 21일에 또다시 등록이 말소됐다. 6월 3일에는 1군에 복귀하여 6월 17일 세이부전(베루나 돔)전에서는 3번 타자 겸 지명 타자로 선발 복귀를 이뤘다. 7월에는 24경기에서 타율 0.322, 4홈런, 20타점을 기록하여 자신의 통산 5번째인 월간 MVP를 수상했다. 우승 경쟁이 치열해진 9월에는 더욱 기세를 올려 9월 13일 라쿠텐전(라쿠텐 세이메이 파크 미야기)에서는 전날 12일의 마지막 타석에서부터 3타석 연속 홈런을 터뜨렸고 9월 19일 소프트뱅크전(교세라 돔 오사카)에서는 선제 2점 홈런을 포함한 3안타 4타점, 9월 24일 라쿠텐전(라쿠텐 세이메이 파크 미야기)에서 2점 홈런을 포함한 자신의 최다 타이 기록인 6타점을 기록하는 등 타율 0.416, 7홈런, 23타점의 활약으로 월간 MVP를 수상하며 리그 2연패 달성에 큰 기여을 했다. 이 해의 타율은 0.335를 기록했는데 6년 연속 타율 3할 대를 넘겼음에도 불구하고 갑작스럽게 대활약을 보였던 마쓰모토 고(닛폰햄)와의 수위 타자 타이틀을 놓고 경쟁한 끝에 타율 0.347을 기록한 마쓰모토에게 1푼 2리차로 뒤져 3년 연속 수위 타자 타이틀을 놓쳤다. 또한 퍼시픽 리그에서 타율 3할 대 이상을 기록한 선수는 마쓰모토와 요시다 2명뿐이었다. 그리고 출루율은 0.447을 기록하여 2년 연속 최고 출루율 타이틀을 거머쥐었다. 타점 부문에서는 그 해에 타점왕을 차지한 야마카와 호타카(세이부)의 90타점에 이어 개인 최다 기록인 88타점을 기록했고 OPS는 역시 개인 최고 기록인 1.008을 기록했다. 그런 한편으로 5월에 왼쪽 허벅지 부상의 영향으로 수비로서의 출전은 39경기에 그쳤고 시즌 대부분을 지명 타자로 출전하는 일이 많아졌다.
포스트시즌인 소프트뱅크와의 클라이맥스 시리즈에서는 1차전과 4차전에서 홈런을 날리는 등 타율 0.462(13타수 6안타), 3타점의 활약으로 클라이맥스 시리즈 MVP를 수상했다. 야쿠르트와의 일본 시리즈에서는 상대 배터리에게서 경계를 받아 4차전까지 볼넷 7개로 철저하게 승부를 피할 수 있었고 4경기에서 2안타에 그쳤지만 5차전에서는 5회에 팀내 1호가 되는 솔로 홈런을 날렸고 동점이던 9회에도 끝내기 2점 홈런을 쳤다. 일본 시리즈에서의 끝내기 홈런은 구단 최초이며 2년 연속 끝내기 홈런은 사상 최초이다. 이 끝내기 승리에 힘입어 상대 전적은 2승 1무 2패를 기록하여 승부는 원점으로 되돌렸고 이어진 6차전과 7차전에서 연승하며 오릭스는 26년 만에 일본 시리즈 정상에 오르면서 자신은 일본 시리즈 우수 선수로 선정됐다.
시즌 종료 후인 11월 17일에 포스팅 시스템을 이용한 MLB 진출이 승인됐고 같은 달 24일에는 베스트 나인(지명 타자 부문)에도 선정됐다. 12월 7일에 MLB 사무국으로부터 포스팅 신청이 접수됐다.

### 보스턴 레드삭스 시절
2022년 12월 16일에 보스턴 레드삭스와 5년 계약을 맺었다고 공식 발표했다. 또한 보스턴은 원소속팀 오릭스에게 이적료로 1,537만 5,000달러를 지불했다. 이 날에는 입단 기자회견이 열렸는데 등번호는 2022년 시즌과 마찬가지로 7번으로 정했다. 기자회견에서 “보스턴은 30개 구단 중에 최고이다. 그래서 이 팀을 선택했다”라고 밝혔다. 팀에서는 리드오프로 출전할 가능성이 높지만 요시다 본인은 “리드오프를 쳐본 적이 없기 때문에 자신있게 리드오프에서 잘 칠거라곤 장담할 수 없다”면서도 “팀에서 원한다면 어떤 역할이든 잘 해내겠다”라고 말했다.

#### 2023년
3월 30일 볼티모어 오리올스전(펜웨이 파크)에서 4번 타자 겸 좌익수로 메이저 무대에 데뷔했다. 이 경기에서는 6회말에 상대 투수 키건 에이킨으로부터 메이저 리그에서의 첫 안타 및 첫 타점을 동시에 기록했다. 4월 3일의 피츠버그 파이리츠전(펜웨이 파크)에서는 1대 3으로 2점 뒤진 1회말에 1사 2루 상황에서의 첫 타석에 피츠버그 선발 투수 요한 오비에도를 상대로 2구째 바깥쪽 직구를 받아쳐 타구는 그린 몬스터를 넘는 좌측 펜스를 넘겨 2점 홈런이 되면서 자신의 MLB 첫 홈런으로 동점을 만들었다. 4월 23일 밀워키 브루어스전(아메리칸 패밀리 필드) 8회말에 MLB에서 활약하는 신인으로선 네 번째이자 일본인으로선 처음으로 한 이닝 멀티홈런(2홈런)을 기록했다. 7월 16일 시카고 컵스전에서 만루홈런을 터뜨리는 활약을 보여 팀 승리를 이끌었다. 8월 5일 토론토 블루제이스전(펜웨이 파크)에서 미일 통산 1,000안타를 달성했다. 140경기에 출전하여 타율 0.289, 15홈런, 72타점, 8도루를 기록했지만 삼진에서는 81개를 기록하며 NPB 시절 최악의 기록이었던 2018년에 74개의 삼진을 넘어섰다.

## 국가대표 경력
2017년 시즌 종료 후 제1회 아시아 프로야구 챔피언십의 일본 대표팀에 선택될 것으로 정해져 있었지만 자신의 수술 조치로 인해 대표팀 최종 명단을 공식 발표하기 전에 출전을 포기했다.
2019년 11월 개최된 제2회 WBSC 프리미어 12에 일본 국가대표팀 선수로서 출전했다. 
2021년 7월, 정규 시즌이 중단된 기간 중에 열린 2020 도쿄 올림픽 야구 경기에 일본 대표팀의 일원으로서 출전했다. 전체 5경기에 3번 타자로 선발 출전하여 올림픽 통산 타율 0.350을 기록하는 등 팀의 금메달 획득에 큰 기여를 했다.
2023년 3월에 개최될 예정인 제5회 월드 베이스볼 클래식 일본 국가대표로 출전하겠다는 입장을 밝혔다. 본 대회 1차 라운드에서는 4경기 모두 5번 타자 겸 좌익수로 출전해 타율 0.417, 8타점의 활약을 보였다. 준준결승전인 이탈리아전에서는 WBC에서의 첫 홈런을 때려냈고 준결승전인 멕시코전에서는 동점 3점 홈런을 때려내며 대회 최다 기록인 13타점을 기록했다. 준준결승전 이후의 3경기는 4번 타자로서 활약하여 일본 대표팀을 14년 만의 WBC 우승을 이끌어냈고 올 WBC 팀(외야수 부문)에도 선정됐다.

## 선수로서의 특징

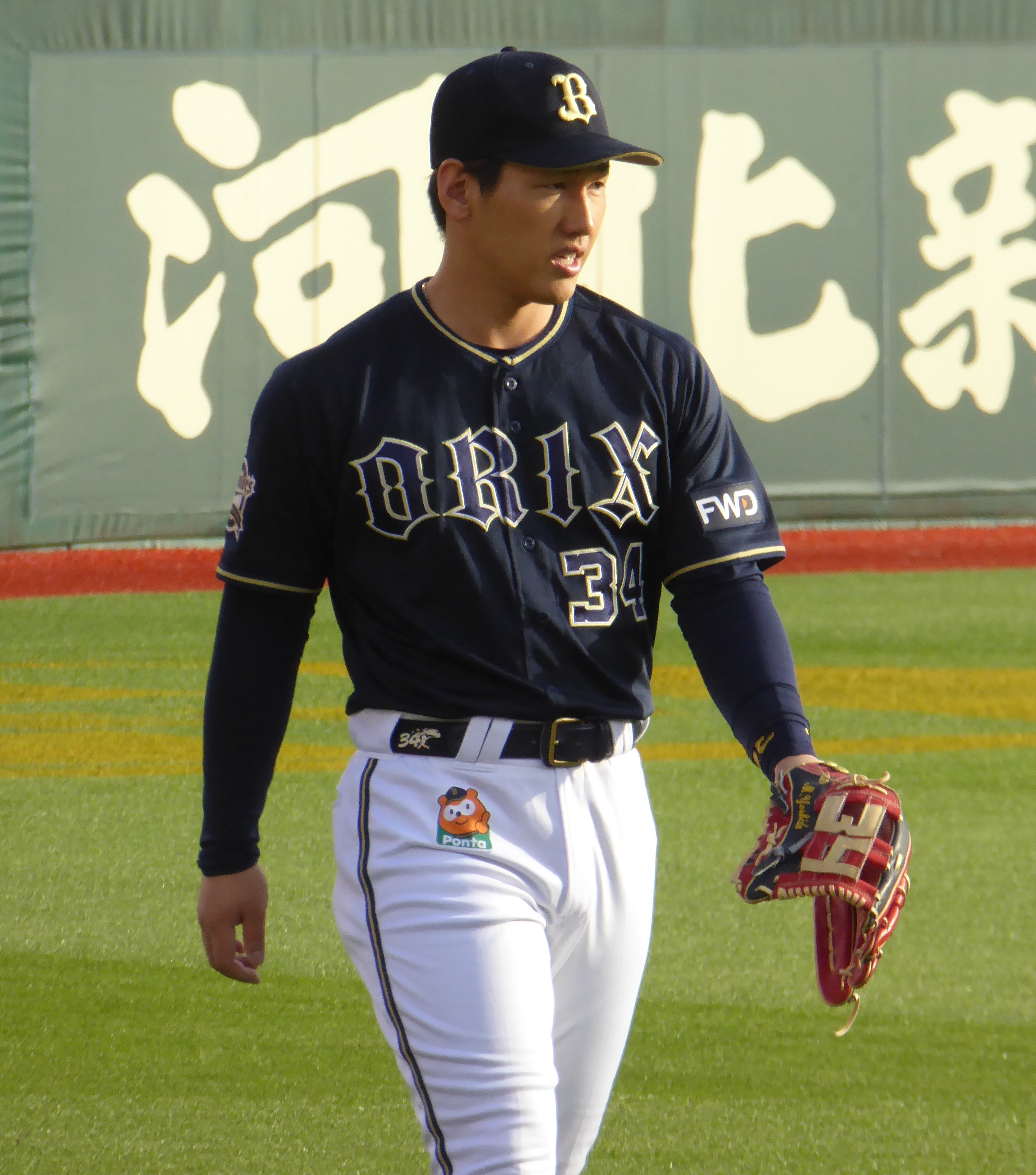
2019년 5월 24일, 라쿠텐 세이메이 파크 미야기에서

신장 173cm로 야구 선수로서는 작지만 오릭스 OB 가도타 히로미쓰를 연상케 하는 왼쪽 장거리 타자이다. 강한 스윙의 대명사로도 불릴 정도였다. 대학 시절 50m 달리기에서는 6초 2, 멀리 던지기에서는 100m를 측정했다.
그런 한편으로 2021년 시즌에 부상을 당하고 나서는 어깨가 약하다는 지적을 받고 이를 과제로 삼았다. 2023년 WBC 멕시코전에서 8회에 2사 주자 2·3루 상황에서 좌전 안타를 때려내 2루 주자를 홈으로 파고드는 활약을 보여주며 요시다의 어깨를 경계하는 팀도 있을 정도였다.
홈런 타자에 대한 동경이 강하다 보니 인터뷰에서 “나 자신은 어렸을 때부터 홈런 타자를 동경했기 때문에 나도 그런 존재가 되고 싶었다. 지금 야구계 전체를 둘러봐도 야구를 하는 아이들이 줄어들고 있는 상황이다. 나의 홈런을 보고 싶어한다는 것이 계기가 되어 야구 인구도 늘었으면 좋겠다”라고 말하여 “(힘 있는 스윙은)변하지 않고, 바뀌지도 않는다”며 장거리 타자로서의 고집을 보이는 한편 “공에 대한 접촉을 의식하고 있다”라고 말한 바 있다. 스윙은 상황에 따라 ‘투구 라인에 맞춰 방망이를 넣는다’, ‘위에서부터 때린다’, ‘밑에서부터 방망이를 넣는다’ 등의 세 가지 스타일을 구분해서 사용하고 있다.
또한 탐구심을 갖고 자신의 타격을 마주보고 하는 것을 즐기면서 “최상의 스윙 형태를 타석 안에서 재현할 가능성을 높일 수 있다면 그 연장선상에 홈런이 있다”, “‘칠 수 있다고 느낀 공을 치는 것’이 자신만의 타격 스타일”이라고 말했다.
고교 시절에는 ‘힘없이 방망이를 휘두르고 헤드 스피드가 빠른데다 방망이 중심으로 공을 잡는 기술이 뛰어난 교타자’, 오릭스 입단 초기에는 ‘여러 방향으로 강한 타구를 가르는 장거리 타자’라는 평가를 받았다. 오릭스 입단 후의 2시즌에는 위의 평가에서 변화가 나타났는데 장타력을 나타내는 IsoP가 ‘0.203→0.206’이라는 높은 수치를 드러냈다. 이 시기에는 이른바 ‘풀 히터’다운 경향이 두드러졌다. 실제로 전체 타구에서 우익 방향으로 뻗는 타구의 비율이 2년 연속 40%를 웃돌았고 홈런도 통산 22개 가운데 20개가 (우중간 포함) 우익 방향으로 날아가는 모습을 보였다. 한편으로 배트 컨트롤과 선구안의 균형도 매우 좋아 삼진률 ‘13.2%→11.9%(리그 4위에 해당)’(리그 평균은 ‘18.0％→19.5％’), 볼넷율 ‘9.7%→14.2%(리그 2위에 해당)’ 모두 높은 수준의 추이를 보였다. 좌완 투수와 상대했을 경우의 OPS도 ‘0.822(대 우완 투수 0.870)→0.946(대 우완 투수 0.922)’으로 추이를 나타내는 등 좌완 투수를 껄끄럽게 상대하지 않았다. 무엇보다 홈구장인 교세라 돔 오사카에서 와다 쓰요시로부터 데뷔 첫 홈런을 쳤을 때는 위에서 말한 경향과는 반대로 타구가 좌익 방향으로 날아간 것으로 보아 “지금까지 없었던 감각으로 좌완 투수로부터 왼쪽 방향으로 칠 수 있어서 매우 좋았다”라고 말했다.
오릭스 입단 3년차인 2018년부터 2020년까지 3년 연속 전 경기 출장과 최종 규정 타석에 도달하면서 어느 시즌에서도 0.320 이상의 높은 타율을 기록했다. NPB에서 이 조건을 모두 충족한 타자는 블루웨이브 시절(1994~1998년)이던 이치로까지 거슬러 올라간다.
타율 0.350으로 수위 타자 타이틀을 처음으로 획득한 2020년에는 통산 492타석에서 72개의 볼넷을 고른 반면 삼진에서는 퍼시픽 리그 규정 타석을 채운 타자 가운데서도 가장 적은 29개에 그쳤고, 시즌 종료 후 닛칸 스포츠로부터 ‘가장 이상적인 타자’라는 평가를 받았다. 센트럴·퍼시픽 양대 리그가 출범한 후(1950년)의 NPB 1군 공식전에서 ‘시즌 통산 70개 이상의 볼넷’과 ‘시즌 통산 30개 이하의 삼진’이라는 조건을 모두 갖춘 수위 타자는 나가시마 시게오(요미우리 자이언츠 시절인 1960년·1963년)와 하리모토 이사오(닛폰햄 파이터스 시절인 1974년)에 이어 세 번째이다. 퍼시픽 리그에서는 하리모토 이후 46년 만이다. 참고로 2020년 공식전 PA/K(삼진 한 개를 당하기까지 필요한 평균 타석수)에서도 퍼시픽 리그 1위에 해당되는 16.95를 기록했다. 이 해에 센트럴 리그 규정 타석을 채운 타자 중에서 삼진이 가장 적었던 미야자키 도시로(DeNA)의 15.86도 능가했지만 요시다가 한 개라도 삼진을 당한 경기(25경기)에서 팀의 승률(0.273)은 공식전 전체 120경기의 통산 승률(0.398)을 크게 밑돌고 있었다.
연식 야구를 시작한 초등학생 시절부터 방망이를 향한 까다로운 기준이 강해서 그런지 아오야마 가쿠인 대학 재학 당시엔 나무 방망이를 채택하고 있는 도토 대학 야구 리그전 등에서 단풍나무로 만든 방망이를 즐겨 사용했다. 오릭스 입단 1년차인 2016년에는 아오다모제, 미국물푸레나무제의 방망이를 더듬어서 구분하여 사용했다. 프로 1년차 비시즌에 들어섰을 때부터는 ‘(자신에게 있어서) 최고의 하나’를 찾아 방망이 제조 공장을 방문하고선 제조 공정을 둘러보았다. 2년차 이후에는 자작나무 방망이로 통일하면서도 제조 기술자와의 소통과 대략적인 조정을 통해 ‘최고의 하나’의 실현에 보다 가까워졌다. 또한 ‘습기에 따른 방망이의 무게가 달라지기만 해도 (타격의) 결과도 미묘하게 달라진다’라는 이유로 방망이 케이스에는 제습제를 반드시 넣고 다니는 편이다.
이바타 히로카즈가 2021년 9월에 공개한 동영상에서는 파워 랭킹 일본인 현역 부문 3위를 차지했다. 이바타는 자신과 같은 체격 및 체형의 요시다가 장거리 타자로 활약하는 것에 대해선 “170cm(대) 전반 중 동경의 대상”이라고 평가했다.

## 에피소드
- 어린 시절 메이저 리그 TV 중계를 볼 기회가 많았기 때문에 자신과 같은 우투좌타격인 브라이스 하퍼를 ‘동경의 대상이자 목표인 선수’로 꼽았다. 오릭스에 입단할 당시에는 자신의 강력한 희망으로 등번호를 ‘34’(하퍼가 워싱턴 내셔널스 시절인 2018년까지 착용했던 등번호)번으로 정했다.[7][137][주 8]

- 아오야마 가쿠인 대학 시절 감독이었던 젠바 아쓰시는 “수비도 발도 어깨도 평범하지만 야구에 임하는 자세가 입학 때부터 뛰어나서 ‘강하게 휘두르는 것’이 가능한 강한 타자였다”, “역시 무언가가 다르다. 다른 ‘프로에 가고 싶다’는 선수들과는 사고력과 행동력이 달랐다. 매력적인 스윙을 주무기로 가지고 있기 때문에 프로에서도 어느 정도는 활약할 수 있을거라고 생각하므로 부상당하지 않을 정도의 몸을 만들어 갔으면 좋겠다”라고 말했다.[145]

- NPB 드래프트 회의에서 1순위로 지명된 결정적인 이유로는 대학 4학년 때인 2015년에 광주광역시에서 개최된 유니버시아드 야구 일본 국가대표 선수로 출전한 것을 꼽았다. 같은 학년이자 팀 동료였던 다카야마 슌(메이지 대학)이나 모기 에이고로(와세다 대학)가 도쿄 6대학 야구 리그에서 활약을 하고 있었던 반면 자신은 도토 대학 야구 2부 리그에서 활약할 수 밖에 없게 되었던 것에 대한 아쉬움이 기량 향상에 큰 원동력이 됐다고 한다.[145][146]

- ‘(고교 시절까지 보냈던)후쿠이가 야구 인생의 원점’이라는 것을 인터뷰 등에서 종종 언급한 바 있다. 오릭스 2년째인 2017년에는 춘계 스프링 캠프 직전에 자신이 소속돼 있던 소년 야구팀(사바에 보이즈)의 후배인 기시모토 준키, 다마무라 유스케와 함께 자율 훈련에 임한 적도 있다.[147]

- ‘향상심, 탐구심, 반골심이 왕성한 것’을 본인 성격의 특징으로 꼽았다. 2016년 오프 시즌에 해머던지기 선수인 무로후시 고지에게 친필 편지를 보낸 인연으로부터 2017년 이후에는 춘계 스프링 캠프 전에 무로후시로부터 트레이닝 지도를 받고 있다.[148] 2018년 1월에는 ‘자기 자신에게 이기는 것’, ‘1월 1일을 소중히 보내는 것’, ‘규정 타석 도달’을 목표로 이토이나 야나기타 유키와 함께 괌에서 자주 트레이닝을 감행했다.[52][54]

- 오릭스에 입단 후 특유의 강한 타격 스타일을 살린 동영상(일명 ‘마초 동영상’)을 프로듀싱했다. 2018년 이후 교세라 돔에서 개최되는 홈 경기에서 요시다가 득점 기회인 상황에서 타석에 섰을 때 ‘마초 동영상’을 전광판의 대형 스크린으로 내보내는 동시에 이 영상과 연계한 아령 형태의 응원 상품을 구단이 공식적으로 판매하고 있다.[149]

- 자타가 공인하는 열혈 성격 때문에 오릭스 입단 초기에는 허리 통증에 시달렸다.[26] 2017년 시즌 중반까지는 스윙의 마지막까지 방망이를 양손으로 계속 쥐고 있었지만 양말도 직접 신을 수 없을 정도로 허리의 상태가 나빠졌다.[54] 이를 계기로 허리에 가해지는 부담을 가급적 줄이고 타구의 비거리 향상을 동시에 가져가기 위해 스윙의 팔로 스루에서 방망이로부터 한 손을 놓는 방식을 취하고 있다. 더욱이 2017년 시즌 종료 후 허리 수술을 받은 것이 차츰 회복되면서 2018년 이후에는 1군에서의 정규 시즌 전 경기 출전을 이어가고 있다.

- 사회 공헌 활동에 대한 관심이 높아 2018년 퍼시픽 리그 공식전 규정 타석에 처음 도달한 것을 계기로 홈런 1개당 10만 엔을 ‘국경 없는 아이들’을 통해 기부하고 있다.[150]

- 부인은 패션모델·관리영양사·기업가인 유리카[151]이며 자신은 두 딸을 키우고 있는 아버지이다.

- 도쿄 올림픽 야구 일본 국가대표(사무라이 재팬)로서 금메달을 획득한 영예를 기리기 위해 2021년 12월 13일, 후쿠이현 후쿠이시의 JR 후쿠이역 서쪽 출구에 기념 골드 포스트(제25호)가 설치됐다(골드 포스트 프로젝트[152]).

- 별명은 여러 개가 있는데 ‘마초맨’(マッチョマン)[153], 이를 줄인 ‘마초’(マッチョ)[153], 그 외에 ‘마사’(マサ)가 있다.[4] 그의 대리인 스콧 보러스도 ‘마사’라고 불렀다.[4]

## 상세 정보

### 출신 학교
- 쓰루가케히 고등학교
- 아오야마 가쿠인 대학

### 선수 경력
NPB
- 오릭스 버펄로스(2016년 ~ 2022년)

MLB
- 보스턴 레드삭스(2023년 ~ )

국가 대표 경력
- 2019년 WBSC 프리미어 12 일본 국가대표
- 2020년 하계 올림픽 일본 국가대표
- 2023년 월드 베이스볼 클래식 일본 국가대표

### 수상·타이틀 경력

#### 타이틀
- 수위 타자 : 2회(2020년, 2021년) ※2년 연속은 퍼시픽 리그 역대 4위 타이
- 최고 출루율 : 2회(2021년, 2022년)

#### 수상
NPB
- 베스트 나인 : 5회(2018년 ~ 2022년)[주 9]
- 일본 시리즈 우수 선수상 : 1회(2022년)
- 센트럴·퍼시픽 교류전 MVP : 1회(2018년)
- 클라이맥스 시리즈 MVP : 1회(2022년)
- 올스타전 감투상 : 1회(2019년)
- 월간 MVP : 6회(2019년 7월, 2019년 9월, 2020년 8월, 2021년 5월, 2022년 7월, 2022년 9·10월) ※야수 부문
- 골든 스피릿상 : 1회(2022년)

MLB
- Player of the Week Award : 1회(2023년 5월 1일 ~ 7일[154][155])

국제 대회
- 올 WBC팀(2023년) ※외야수 부문

그 외
- 후쿠이현 영예상(2021년)[156]
- GQ MEN OF THE YEAR 2023 베스트 베이스볼 플레이어상(2023년)[157]

### 개인 기록

#### NPB

##### 첫 기록
- 첫 출장·첫 선발 출장 : 2016년 3월 25일, 대 사이타마 세이부 라이온스 1차전(세이부 프린스 돔), 1번·지명타자로 선발 출장
- 첫 타석 : 상동, 1회초에 기쿠치 유세이로부터 우익 뜬공
- 첫 안타 : 상동, 7회초에 궈쥔린으로부터 좌전 안타
- 첫 타점 : 2016년 3월 29일, 대 홋카이도 닛폰햄 파이터스 1차전(삿포로 돔), 6회초에 요시카와 미쓰오로부터 중월 적시 2루타
- 첫 홈런 : 2016년 8월 18일, 대 홋카이도 닛폰햄 파이터스 18차전(삿포로 돔), 3회초에 마스이 히로토시로부터 우월 솔로 홈런[158]
- 첫 도루 : 2017년 9월 8일, 대 도호쿠 라쿠텐 골든이글스 20차전(라쿠텐 Kobo 스타디움 미야기), 3회초에 2루 안착(투수: 기시 다카유키, 포수: 시마 모토히로)

##### 기록 달성 경력
- 통산 100홈런 : 2021년 5월 23일, 대 후쿠오카 소프트뱅크 호크스 11차전(후쿠오카 PayPay 돔), 9회초에 이와사키 쇼로부터 좌월 솔로 홈런 ※역대 301번째[158]

##### 기타
- 70볼넷 이상·30삼진 이하에서 수위 타자 : 2020년(72볼넷·29삼진) ※양대 리그제 이후로는 나가시마 시게오(1960년·1963년), 하리모토 이사오(1974년) 이후 역대 3번째[159]
- 올스타전 출장 : 4회(2018년, 2019년, 2021년, 2022년)

#### MLB

##### 첫 기록
- 첫 출장·첫 선발 출장 : 2023년 3월 30일, 대 볼티모어 오리올스 1차전(펜웨이 파크), 4번·좌익수로 선발 출장 ※일본인 선수가 개막 4번으로 첫 출전하는 것은 처음[160]
- 첫 안타·첫 타점 : 상동, 6회말에 키건 에이킨으로부터 중전 적시타[161]
- 첫 도루 : 2023년 4월 2일, 대 볼티모어 오리올스 3차전(펜웨이 파크), 8회말 2루 안착(투수: 마이크 바우만, 포수: 애들리 러치맨)[162]
- 첫 홈런 : 2023년 4월 3일, 대 피츠버그 파이리츠 1차전(펜웨이 파크), 1회말에 요한 오비에도로부터 좌월 2점 홈런[163]

#### NPB/MLB 통산
- 통산 1000안타: 2023년 8월 5일, 대 토론토 블루제이스 9차전(펜웨이 파크), 8회말에 팀 메이자로부터 좌전 안타(NPB: 884, MLB: 116)[164]

### 등번호
- 34(2016년 ~ 2021년)
  - 일본 야구 국가대표팀에서도 착용
- 7(2022년 ~ )

### 연도별 타격 성적
| 연 도    | 소 속    | 경 기 | 타 석 | 타 수 | 득 점 | 안 타 | 2 루 타 | 3 루 타 | 홈 런 | 루 타 | 타 점 | 도 루 | 도 루 자 | 희 생 번 | 희 생 플 | 볼 넷 | 고 4 | 사 구 | 삼 진 | 병 살 타 | 타 율 | 출 루 율 | 장 타 율 | O P S |
| -------- | -------- | ----- | ----- | ----- | ----- | ----- | ------- | ------- | ----- | ----- | ----- | ----- | -------- | -------- | -------- | ----- | ---- | ----- | ----- | -------- | ----- | -------- | -------- | ----- |
| 2016년   | 오릭스   | 63    | 258   | 231   | 35    | 67    | 17      | 0       | 10    | 114   | 34    | 0     | 2        | 0        | 1        | 25    | 0    | 1     | 34    | 6        | .290  | .360     | .494     | .854  |
| 2017년   | 오릭스   | 64    | 268   | 228   | 42    | 71    | 11      | 0       | 12    | 118   | 38    | 1     | 1        | 0        | 1        | 38    | 2    | 1     | 32    | 9        | .311  | .410     | .518     | .928  |
| 2018년   | 오릭스   | 143   | 598   | 514   | 77    | 165   | 37      | 2       | 26    | 284   | 86    | 3     | 1        | 0        | 8        | 69    | 10   | 7     | 74    | 9        | .321  | .403     | .553     | .956  |
| 2019년   | 오릭스   | 143   | 610   | 521   | 92    | 168   | 24      | 2       | 29    | 283   | 85    | 5     | 1        | 0        | 5        | 79    | 12   | 5     | 64    | 12       | .322  | .413     | .543     | .956  |
| 2020년   | 오릭스   | 120   | 492   | 408   | 55    | 143   | 22      | 1       | 14    | 209   | 64    | 8     | 5        | 0        | 4        | 72    | 17   | 8     | 29    | 6        | .350  | .453     | .512     | .966  |
| 2021년   | 오릭스   | 110   | 455   | 389   | 61    | 132   | 22      | 1       | 21    | 219   | 72    | 0     | 0        | 0        | 3        | 58    | 6    | 5     | 26    | 9        | .339  | .429     | .563     | .992  |
| 2022년   | 오릭스   | 119   | 508   | 412   | 56    | 138   | 28      | 1       | 21    | 231   | 88    | 4     | 0        | 0        | 7        | 80    | 18   | 9     | 41    | 11       | .335  | .447     | .561     | 1.008 |
| 2023년   | BOS      | 140   | 580   | 537   | 71    | 155   | 33      | 3       | 15    | 239   | 72    | 8     | 0        | 0        | 2        | 34    | 3    | 7     | 81    | 20       | .289  | .338     | .445     | .783  |
| NPB: 7년 | NPB: 7년 | 762   | 3189  | 2703  | 418   | 884   | 161     | 7       | 133   | 1458  | 467   | 21    | 10       | 0        | 29       | 421   | 65   | 36    | 300   | 62       | .327  | .421     | .539     | .960  |
| MLB: 1년 | MLB: 1년 | 140   | 580   | 537   | 71    | 155   | 33      | 3       | 15    | 239   | 72    | 8     | 0        | 0        | 2        | 34    | 0    | 7     | 81    | 20       | .289  | .338     | .445     | .783  |

- 2023년 시즌 종료 기준.
- 굵은 글씨는 시즌 최고 성적.

### 연도별 타격 성적 소속 리그내에서의 순위
| 연 도 | 연 령 | 리 그         | 타 율 | 안 타 | 2 루 타 | 3 루 타 | 홈 런 | 타 점 | 도 루 | 출 루 율 |
| ----- | ----- | ------------- | ----- | ----- | ------- | ------- | ----- | ----- | ----- | -------- |
| 2016  | 23    | 퍼시픽 리그   | -     | -     | -       | -       | -     | -     | -     | -        |
| 2017  | 24    | 퍼시픽 리그   | -     | -     | -       | -       | -     | -     | -     | -        |
| 2018  | 25    | 퍼시픽 리그   | 4위   | 4위   | 2위     | -       | 7위   | 6위   | -     | 3위      |
| 2019  | 26    | 퍼시픽 리그   | 2위   | 2위   | -       | -       | 8위   | 9위   | -     | 2위      |
| 2020  | 27    | 퍼시픽 리그   | 1위   | 2위   | 7위     | -       | -     | 10위  | -     | 2위      |
| 2021  | 28    | 퍼시픽 리그   | 1위   | 9위   | 10위    | -       | 6위   | 8위   | -     | 1위      |
| 2022  | 29    | 퍼시픽 리그   | 2위   | 3위   | 4위     | -       | 4위   | 2위   | -     | 1위      |
| 2023  | 30    | 아메리칸 리그 | 5위   | -     | -       | -       | -     | -     | -     | -        |

- ‘-’는 10위 미만(타율, OPS는 규정 타석에 도달하지 않은 경우에도 ‘-’로 표기)

### WBSC 프리미어 12에서의 타격 성적
| 연 도 | 대 표 | 경 기 | 타 석 | 타 수 | 득 점 | 안 타 | 2 루 타 | 3 루 타 | 홈 런 | 루 타 | 타 점 | 도 루 | 도 루 자 | 희 생 번 | 희 생 플 | 볼 넷 | 고 4 | 몸 맞 | 삼 진 | 병 살 타 | 타 율 | 출 루 율 | 장 타 율 | O P S |
| ----- | ----- | ----- | ----- | ----- | ----- | ----- | ------- | ------- | ----- | ----- | ----- | ----- | -------- | -------- | -------- | ----- | ---- | ----- | ----- | -------- | ----- | -------- | -------- | ----- |
| 2019  | 일본  | 5     | 21    | 20    | 2     | 4     | 0       | 0       | 0     | 4     | 1     | 0     | 0        | 0        | 0        | 1     | 1    | 0     | 0     | 0        | .200  | .238     | .200     | .438  |

### 올림픽에서의 타격 성적
| 연 도 | 대 표 | 경 기 | 타 석 | 타 수 | 득 점 | 안 타 | 2 루 타 | 3 루 타 | 홈 런 | 루 타 | 타 점 | 도 루 | 도 루 자 | 희 생 번 | 희 생 플 | 볼 넷 | 고 4 | 몸 맞 | 삼 진 | 병 살 타 | 타 율 | 출 루 율 | 장 타 율 | O P S |
| ----- | ----- | ----- | ----- | ----- | ----- | ----- | ------- | ------- | ----- | ----- | ----- | ----- | -------- | -------- | -------- | ----- | ---- | ----- | ----- | -------- | ----- | -------- | -------- | ----- |
| 2020  | 일본  | 5     | 22    | 20    | 1     | 7     | 0       | 0       | 0     | 7     | 2     | 1     | 0        | 0        | 0        | 2     | 0    | 0     | 1     | 1        | .350  | .409     | .350     | .759  |

### WBC에서의 타격 성적
| 연 도 | 대 표 | 경 기 | 타 석 | 타 수 | 득 점 | 안 타 | 2 루 타 | 3 루 타 | 홈 런 | 루 타 | 타 점 | 도 루 | 도 루 자 | 희 생 번 | 희 생 플 | 볼 넷 | 고 4 | 몸 맞 | 삼 진 | 병 살 타 | 타 율 | 출 루 율 | 장 타 율 | O P S |
| ----- | ----- | ----- | ----- | ----- | ----- | ----- | ------- | ------- | ----- | ----- | ----- | ----- | -------- | -------- | -------- | ----- | ---- | ----- | ----- | -------- | ----- | -------- | -------- | ----- |
| 2023  | 일본  | 7     | 32    | 22    | 5     | 9     | 1       | 0       | 2     | 16    | 13    | 0     | 0        | 0        | 2        | 4     | 0    | 4     | 1     | 1        | .409  | .531     | .727     | 1.259 |

- 굵은 글씨는 대회 최고 성적

### 연도별 수비 성적
| 연도 | 소속   | 외야  | 외야  | 외야  | 외야  | 외야  | 외야     | 좌익(LF) | 좌익(LF) | 좌익(LF) | 좌익(LF) | 좌익(LF) | 좌익(LF) |
| 연도 | 소속   | 경 기 | 척 살 | 보 살 | 실 책 | 병 살 | 수 비 율 | 경 기    | 척 살    | 보 살    | 실 책    | 병 살    | 수 비 율 |
| ---- | ------ | ----- | ----- | ----- | ----- | ----- | -------- | -------- | -------- | -------- | -------- | -------- | -------- |
| 2016 | 오릭스 | 54    | 86    | 4     | 1     | 0     | .989     | -        | -        | -        | -        | -        | -        |
| 2017 | 오릭스 | 53    | 92    | 2     | 0     | 0     | 1.000    | -        | -        | -        | -        | -        | -        |
| 2018 | 오릭스 | 123   | 223   | 2     | 3     | 1     | .987     | -        | -        | -        | -        | -        | -        |
| 2019 | 오릭스 | 98    | 149   | 5     | 2     | 0     | .987     | -        | -        | -        | -        | -        | -        |
| 2020 | 오릭스 | 93    | 126   | 4     | 2     | 1     | .985     | -        | -        | -        | -        | -        | -        |
| 2021 | 오릭스 | 86    | 134   | 2     | 2     | 1     | .986     | -        | -        | -        | -        | -        | -        |
| 2022 | 오릭스 | 39    | 69    | 1     | 0     | 0     | 1.000    | -        | -        | -        | -        | -        | -        |
| 2023 | BOS    | -     | -     | -     | -     | -     | -        | 87       | 125      | 5        | 3        | 1        | .977     |
| 통산 | 통산   | 546   | 879   | 20    | 11    | 3     | .988     | 87       | 125      | 5        | 3        | 1        | .977     |

- 2023년 시즌 종료 기준.

### 주해
1. ↑  오릭스의 신인 선수가 1군 개막전에서의 선발로 기용된 사례는 2011년의 슌타 이래 5년 만(지명 타자로서의 기용은 2002년의 고토 미쓰타카 이래 14년 만)이다.
2. ↑  프로 야구 드래프트 회의 도입 후인 1966년 이후 NPB 신인 선수의 최장 타이 기록이다.
3. ↑  오릭스 신인 선수에 의한 1군 공식전에서의 2연타석 홈런은 한큐 브레이브스 시절인 1969년에 후쿠모토 유타카가 기록한 이후 47년 만이다.[34]
4. ↑  오릭스 신인 선수에 의한 1군 공식전에서의 시즌 두 자릿수 홈런은 한큐 시절인 1985년에 구마노 데루미쓰가 기록한 이후 31년 만의 일이다.[37]
5. ↑  RC27은 이토이 요시오(6.72)에 이은 ‘팀내 2위에 해당’, OPS는 이토이(0.849)를 웃도는 ‘팀내 1위에 해당’되는 좋은 성적을 냈다. 또한 그 해에 터뜨린 홈런 10개 가운데 3번 타자로 기용되기 시작한 8월 26일(대 라쿠텐전) 이후 30경기에서 9홈런을 때려냈다.
6. ↑  오릭스 입단 3년차 이내의 일본인 선수가 1군 공식전에서 시즌 20홈런을 기록한 사례는 팀의 전신인 한큐 브레이브스 시절이던 1988년에 입단 3년차인 후지이 야스오가 20홈런을 때린 이후 30년 만이었다.[64]
7. ↑  추정 총액 123억 9,000만 엔이다.[112]
8. ↑  일본 프로 야구에서는 고쿠테쓰 스왈로스→요미우리 자이언츠에서 줄곧 착용하여 특히 후자에서는 영구 결번인 가네다 마사이치의 영향도 있어 투수에 의한 착용이 많다.
9. ↑  내역은 다음과 같다.
  - 외야수 부문: 2018년 ~ 2021년
  - 지명타자 부문: 2022년

### 출전
1. ↑  “Masataka Yoshida Contract Details, Salaries, & Earnings” (영어). Spotrac. 2023년 12월 21일에 확인함.
2. ↑  “青学大の飛ばし屋・吉田正尚がドラフトを熱くする”. 닛칸 스포츠. 2016년 12월 30일에 확인함.
3. ↑  ““躍動するルーキー”　若き和製大砲・吉田正尚がオリックスを変える”. BASEBALL KING. 2016년 9월 5일. 2016년 12월 30일에 확인함.
4. 1 2 3 4 5 6  Ian Browne (2022년 12월 16일). “Why Yoshida chose Sox: 'The best one of all 30 teams'”. 《MLB.com》 (영어). 2022년 12월 22일에 확인함.
5. 1 2 3 4  “青学大の飛ばし屋・吉田正尚がドラフトを熱くする”. 닛칸 스포츠. 2016년 12월 30일에 확인함.
6. ↑  “オリックス吉田 首位打者を報告”. NHK福井 NEWS WEB. 2020년 11월 24일에 원본 문서에서 보존된 문서. 2020년 11월 25일에 확인함.
7. 1 2  “オリックス1位吉田正がハーパーの背番「34」希望”. 닛칸 스포츠. 2015년 12월 5일. 2016년 2월 5일에 확인함.
8. 1 2 3  “吉田 正尚選手（オリックス・バファローズ）前編「自分で見つけたスイングが一番強い」”. 高校野球ドットコム. 2017년 12월 7일. 2018년 4월 5일에 원본 문서에서 보존된 문서. 2018년 4월 5일에 확인함.
9. ↑  “帝京 対 敦賀気比”.
10. ↑  “天理－敦賀気比”. 2015년 12월 10일에 원본 문서에서 보존된 문서. 2021년 1월 8일에 확인함.
11. ↑  “敦賀気比－日大三 - 試合速報 - 第82回センバツ”. 산케이 스포츠. 2010년 4월 6일에 원본 문서에서 보존된 문서. 2010년 4월 6일에 확인함.
12. ↑  “도토 대학 야구 연맹”. 2016년 2월 14일에 확인함.
13. 1 2  “【オリックス好き】杉本裕太郎、ドラフト最下位ルーキーの逆襲はあるか（1）”. J SPORTS『野球好き』公式サイト. 2016년 2월 11일. 2016년 2월 14일에 원본 문서에서 보존된 문서. 2020년 2월 25일에 확인함.
14. ↑  “도토 대학 야구 연맹”. 2016년 2월 14일에 확인함.
15. ↑  “도토 대학 야구 연맹”. 2016년 2월 14일에 확인함.
16. ↑  “도토 대학 야구 연맹”. 2016년 2월 14일에 확인함.
17. ↑  “도토 대학 야구 연맹”. 2016년 2월 14일에 확인함.
18. ↑  “逆転新人王なるか。オリ“和製大砲”吉田正尚に託した球団の想い【どら増田のオリ熱コラム#84】”. 베이스볼 채널. 2018년 4월 5일에 확인함.
19. ↑  “「青学の子やな」オリックスドラフト1位・吉田、イチローに“イチ”目置かれていた!”. 산케이 스포츠. 2016년 1월 14일. 2016년 2월 5일에 확인함.
20. ↑  “オリックス1位吉田正　合同自主トレでリタイア1号”. 닛칸 스포츠. 2016년 1월 12일. 2016년 2월 5일에 확인함.
21. ↑  “オリックス　ドラフト1位吉田正が一軍合流、柵越え6本にも冷静”. 스포츠 닛폰. 2016년 2월 6일. 2016년 2월 6일에 확인함.
22. ↑  “オリックス1位吉田正2日だけ一軍・・・右脇腹に張り”. 닛칸 스포츠. 2016년 2월 8일. 2016년 2월 16일에 확인함.
23. ↑  “オリ　ドラ１吉田正　二軍戦でプロ1号、前日のミス取り返した”. 스포츠 닛폰. 2016년 3월 16일. 2016년 3월 26일에 확인함.
24. ↑  “オリックス1位吉田正1号　3階席前面の壁直撃”. 닛칸 스포츠. 2016년 3월 20일. 2016년 3월 21일에 확인함.
25. ↑  “オリックス1位吉田正「階段飛ばした感じ」開幕一軍”. 닛칸 스포츠. 2016년 3월 21일. 2016년 3월 21일에 확인함.
26. 1 2  “わずか3日で開幕一軍当確。”和製大砲”オリックス、ドラ1位吉田正尚は有言実行の男【どら増田のオリ熱コラム #69”. ベースボールチャンネル. 2016년 3월 22일. 2017년 2월 7일에 확인함.
27. 1 2  “オリドラ1吉田正　開幕戦は「1番・DH」　福良監督が明言”. 스포츠 닛폰. 2016년 3월 21일. 2016년 3월 26일에 확인함.
28. ↑  “オリックス１位吉田正、開幕１番球団新人73年ぶり”. 닛칸 스포츠. 2018년 4월 5일에 확인함.
29. ↑  “オリックスのドラ1吉田正、うれしいプロ初安打”. 닛칸 스포츠. 2016년 3월 25일. 2016년 3월 26일에 확인함.
30. ↑  “オリックス吉田正、開幕連続試合安打が6でストップ”. 닛칸 스포츠. 2016년 4월 2일. 2016년 4월 3일에 확인함.
31. ↑  “オリックス吉田正は腰椎椎間板症　復帰まで10日”. 닛칸 스포츠. 2016년 4월 25일. 2016년 6월 4일에 확인함.
32. ↑  “オリックス　ドラフト1位・吉田正が腰痛で抹消へ”. 데일리 스포츠. 2016년 4월 24일. 2016년 6월 4일에 확인함.
33. ↑  “オリックス吉田正　腰の痛みで一軍登録抹消”. 닛칸 스포츠. 2016년 4월 24일. 2016년 6월 4일에 확인함.
34. 1 2  “オリックスドラフト1位吉田正　福本以来!球団47年ぶり新人連発”. 스포츠 닛폰. 2016년 8월 28일. 2016년 8월 31일에 확인함.
35. ↑  “【オリックス】ドラフト1位・吉田…球団の新人47年ぶりに4番”. 스포츠 호치. 2016년 4월 24일. 2016년 10월 2일에 원본 문서에서 보존된 문서. 2016년 6월 4일에 확인함.
36. 1 2 3 4 5 6  『2017プロ野球オール写真選手名鑑』101頁、226頁～228頁。
37. ↑  “オリックス吉田正、熊野以来31年ぶり球団新人10号”. 닛칸 스포츠. 2016년 9월 30일. 2021년 8월 5일에 확인함.
38. ↑  ““躍動するルーキー”　若き和製大砲・吉田正尚がオリックスを変える”. 베이스볼 킹. 2017년 2월 7일에 확인함.
39. ↑  “オリックス吉田正尚が台湾で5冠　来季大ブレークか”. 닛칸 스포츠. 2016년 12월 18일. 2016년 12월 19일에 확인함.
40. ↑  “糸井の穴を埋めるキーマン、アジアWリーグ5冠のオリ吉田正「まだベンチの信用がない」。秋季キャンプで芽生えた意識【どら増田のオリ熱コラム #88】”. 베이스볼 채널. 2017년 2월 7일에 확인함.
41. ↑  “オリックス吉田正600万増「チームを勝ちに導く」”. 닛칸 스포츠. 2017년 2월 9일에 확인함.
42. 1 2  “吉田正尚「全143試合に出場」　プロ2年目、さらなる飛躍へ始動”. 후쿠이 신문. 2017년 1월 12일. 2017년 2월 8일에 원본 문서에서 보존된 문서. 2017년 2월 7일에 확인함.
43. ↑  “オリックス・吉田正、開幕一軍外れる”. 데일리 스포츠. 2017년 4월 4일에 확인함.
44. ↑  “オリックス吉田正、一軍復帰白紙　二軍で実戦出場も腰痛再発　症状思わしくなく”. 스포츠 닛폰. 2017년 5월 12일에 확인함.
45. ↑  “オリックス　4連敗でストップ　ディクソン7勝目　今季初一軍の吉田が先制打”. 스포츠 닛폰. 2017년 7월 10일에 확인함.
46. ↑  “オリックス吉田正尚「完璧です!」復帰2戦目で1号”. 닛칸 스포츠. 2017년 7월 10일에 확인함.
47. ↑  “【オリックス】吉田正、2打席連発!新1、2番で大勝!”. 스포츠 호치. 2017년 8월 24일에 원본 문서에서 보존된 문서. 2017년 8월 24일에 확인함.
48. ↑  “持ち味の豪快スイングで2打席連続弾「伸びてくれました」”. Full-Count. 2018년 4월 5일에 확인함.
49. ↑  “オリックス吉田正尚が10号3ラン　2年連続2桁弾”. 닛칸 스포츠. 2017년 9월 3일에 확인함.
50. ↑  “オリックス吉田正、臀部の膿瘍で治療　登録抹消せず”. 닛칸 스포츠. 2018년 4월 5일에 확인함.
51. 1 2 3 4 5 6  『2018プロ野球オール写真選手名鑑』69頁、226頁～228頁。
52. 1 2 3  “【オリックス】吉田正、1000万円増3100万円でサイン!来季“3年目の正直”で規定打席到達目指す”. 스포츠 호치. 2017년 12월 6일. 2017년 12월 8일에 원본 문서에서 보존된 문서. 2017년 12월 9일에 확인함.
53. ↑  “侍稲葉監督、五輪へオリックス吉田正尚を強化指定”. 닛칸 스포츠. 2018년 4월 5일에 확인함.
54. 1 2 3 4 5  《슈칸 베이스볼》 2018년 4월 2일자, p.14-17
55. ↑  “オリックスがコーチ会議　吉田正は二軍スタート、ドラ1田嶋は1軍”. Full-Count. 2018년 4월 5일에 확인함.
56. ↑  “【オリックス】吉田正が一軍に昇格「毎日勝負」”. 스포츠 호치. 2018년 4월 5일에 확인함.
57. ↑  “吉田正尚サイクル届かず、残り三塁打で三塁到達も”. 닛칸 스포츠. 2018년 5월 25일에 확인함.
58. ↑  “オリックス吉田正尚、初三塁打「全力で走りました」”. 닛칸 스포츠. 2018년 6월 14일에 확인함.
59. ↑  “オリックス吉田正尚が入団以来3年連続2ケタ本塁打”. 닛칸 스포츠. 2018년 6월 14일에 확인함.
60. ↑  “日本生命セ・パ交流戦2018 表彰選手”. 일본 야구 기구. 2018년 6월 22일에 확인함.
61. ↑  “オリックス吉田正尚は右足関節捻挫、今後は様子見で”. 닛칸 스포츠. 2018년 6월 23일에 확인함.
62. ↑  “マイナビオールスターゲーム2018出場者”. 일본 야구 기구. 2018년 7월 4일에 확인함.
63. ↑  “オリックス吉田正尚、松坂から適時打「勢いです」”. 닛칸 스포츠. 2018년 11월 7일에 확인함.
64. ↑  “オリックス吉田正尚チーム30年ぶり快挙の20号”. 닛칸 스포츠. 2018년 11월 7일에 확인함.
65. ↑  “新婚オリックス吉田正尚「２人で乗り切った」大幅増”. 닛칸 스포츠. 2018년 12월 10일. 2021년 5월 16일에 확인함.
66. ↑  “ENEOS 侍ジャパンシリーズ2019「日本 vs メキシコ」に出場するメンバー28名が決定”. 일본 야구 국가대표팀 공식 홈페이지. 2019년 2월 23일에 확인함.
67. ↑  “吉田正　満塁弾！代名詞フルスイングで主砲争い名乗り　稲葉監督「心強い」”. 스포츠 닛폰. 2019년 3월 11일에 확인함.
68. ↑  “オリックス吉田正、開幕11試合49打席目で待望の一発!「打った瞬間いってくれると」”. FullCount. 2019년 7월 19일에 확인함.
69. ↑  “オリックス吉田正尚4年連続10号　43試合で到達”. 닛칸 스포츠. 2019년 7월 14일에 확인함.
70. ↑  “吉田正尚70打席ぶり弾　バット角度など修正で結果”. 닛칸 스포츠. 2019년 7월 14일에 확인함.
71. ↑  “オリックス吉田正尚「光栄」2年連続選手間投票で選出”. 닛칸 스포츠. 2019년 7월 14일에 확인함.
72. ↑  “オリックス吉田正尚が敢闘選手賞　待望の球宴初弾”. 닛칸 스포츠. 2019년 7월 14일에 확인함.
73. ↑  “オリックス・吉田正　3打数1安打、打率・322で初の首位打者に届かず”. 스포츠 닛폰. 2019년 10월 15일에 확인함.
74. ↑  “オリックス吉田正尚「びっくり」2度目の月間MVP”. 닛칸 스포츠. 2019년 10월 15일. 2019년 11월 1일에 확인함.
75. ↑  “吉田正尚2年連続ベストナイン　谷佳知超えを狙う”. 닛칸 스포츠. 2019년 10월 15일. 2019년 11월 29일에 확인함.
76. ↑  “イチロー以来!オリックス吉田正尚は激増5年目2億!”. 닛칸 스포츠. 2019년 11월 29일. 2019년 11월 29일에 확인함.
77. ↑  “2年連続最下位、2020年のオリックスを振り返る　吉田正が首位打者も…【野手編】”. Full-Count. 2020년 12월 31일. 2021년 1월 22일에 확인함.
78. ↑  “オリックス・吉田正　6年目野手では史上最高の2億8000万円　初の越年交渉でイチロー氏も柳田も超えた”. 스포츠 닛폰. 2021년 1월 23일. 2021년 1월 23일에 확인함.
79. ↑  “オリックス吉田正尚が米挑戦検討示唆「少し話した」”. 닛칸 스포츠. 2021년 1월 23일. 2021년 1월 23일에 확인함.
80. ↑  “オリックス得点力増へ中嶋監督「2番吉田正尚」構想”. 닛칸 스포츠. 2021년 1월 30일. 2021년 5월 18일에 확인함.
81. ↑  “8年前の熱い1行　オリックス・ラオウ杉本裕太郎と吉田正尚コンビ誕生秘話”. 닛칸 스포츠. 2021년 5월 13일. 2021년 5월 18일에 확인함.
82. ↑  “オリックス・吉田正が楽天・田中将から逆転8号3ラン「最高の結果になってくれてよかった」”. 산케이 스포츠. 2021년 5월 15일. 2021년 5월 17일에 원본 문서에서 보존된 문서. 2021년 5월 18일에 확인함.
83. ↑  “オリックス吉田正尚がプロ通算100号を達成　史上301人目”. 닛칸 스포츠. 2021년 5월 23일. 2021년 9월 5일에 확인함.
84. ↑  “【球宴】オリックス吉田正尚大逆転で両リーグ最多票「サトテル君だと…」”. 닛칸 스포츠. 2021년 6월 28일. 2021년 9월 5일에 확인함.
85. ↑  “オリックス吉田正尚ホームランダービー初制覇、疲労困憊も「マサタカ劇場」”. 닛칸 스포츠. 2021년 7월 17일. 2021년 9월 5일에 확인함.
86. ↑  “オリックス吉田正尚代打出場　連続試合出場を512試合と継続”. 닛칸 스포츠. 2021년 9월 4일. 2021년 9월 5일에 확인함.
87. ↑  “オリックス・吉田正尚が登録抹消　連続試合出場は「512」で途切れる”. 데일리 스포츠. 2021년 9월 5일. 2021년 9월 5일에 확인함.
88. ↑  “オリックス吉田正尚「右尺骨骨折」の診断、登録抹消で戦列離脱へ”. 《닛칸 스포츠》. 2021년 10월 3일. 2021년 10월 3일에 확인함.
89. ↑  “【オリックス】吉田正尚が｢2冠」獲得　2年連続の首位打者、初めての最高出塁率「素直にうれしい」”. 《주니치 스포츠》. 2021년 10월 30일. 2021년 11월 30일에 확인함.
90. ↑  “オリ・吉田正、球団ではイチロー以来の2年連続首位打者「一つの目標だった」　ポストシーズン復帰を期す”. 《스포니치 아넥스》. 2021년 10월 31일. 2021년 11월 30일에 확인함.
91. ↑  “25年ぶりの優勝を支えた“攻撃の要”は吉田正尚＆杉本裕太郎！オリックスの「打撃成績」から各選手の貢献度を探る”. 《THE DIGEST》. 2021년 10월 28일. 2021년 11월 30일에 확인함.
92. ↑  “帰ってきたオリックス吉田正尚が安打「これや」ツノ付きキャップで臨戦態勢”. 닛칸 스포츠. 2021년 11월 10일. 2021년 11월 12일에 확인함.
93. ↑  “オリックス吉田正尚　意地の復帰も日本一届かず　経験糧に常勝軍団へ再出発”. 닛칸 스포츠. 2021년 11월 28일. 2021년 12월 2일에 확인함.
94. 1 2  “オリックス吉田正尚「見つめ直して連覇、日本一」背番7で新たな境地”. 닛칸 스포츠. 2021년 12월 22일. 2021년 12월 22일에 확인함.
95. ↑  “【オリックス】吉田正尚イチロー以来７年目で年俸４億円「お金ためて宇宙行く」！？ 背番号７に変更”. 《스포츠 호치》 (일본어). 2021년 12월 23일. 2021년 12월 23일에 확인함.
96. ↑  “【オリックス】またもコロナ禍、吉田正尚らが抹消　主砲抜きで13日には佐々木朗希と3度目対戦”. 닛칸 스포츠. 2022년 5월 10일. 2022년 11월 1일에 확인함.
97. ↑  “【オリックス】吉田正尚が登録抹消　17日に痛めた患部は「左大腿部裏の軽度筋損傷」と診断”. 닛칸 스포츠. 2022년 5월 21일. 2022년 11월 1일에 확인함.
98. ↑  “【オリックス】吉田正尚「3番DH」でスタメン復帰　選手会長復帰でチームの連敗は止まるか”. 닛칸 스포츠. 2022년 6월 17일. 2022년 11월 1일에 확인함.
99. ↑  “【オリックス】吉田正尚5度目の月間MVP「すべての面でタイトルを」残り38試合へ全力宣言”. 닛칸 스포츠. 2022년 8월 10일. 2022년 11월 1일에 확인함.
100. ↑  “【オリックス】吉田正尚3打席連続アーチ17号＆18号「いい追加点になってくれてよかったです」”. 닛칸 스포츠. 2022년 9월 13일. 2022년 11월 1일에 확인함.
101. ↑  “【オリックス】吉田正尚「僕も痺れました」起死回生同点適時打　宗佑磨サヨナラ劇場で首位急接近”. 닛칸 스포츠. 2022년 9월 19일. 2022년 11월 1일에 확인함.
102. ↑  “【オリックス】吉田正尚が自己最多タイ6打点「ボールを乗せることができた」初の打点王も視界”. 닛칸 스포츠. 2022년 9월 24일. 2022년 11월 1일에 확인함.
103. ↑  “【オリックス】吉田正尚が6度目の月間MVP「自分のスイング心がけ」打率4割超え23打点7発”. 닛칸 스포츠. 2022년 10월 18일. 2022년 11월 1일에 확인함.
104. ↑  “【オリックス】吉田正尚がMVP「まくれてよかったです」昨年受賞の杉本先輩と並び会心のドヤ顔”. 닛칸 스포츠. 2022년 10월 16일. 2022년 11월 1일에 확인함.
105. ↑  “【オリックス】吉田正尚「感無量です」球団史上初のシリーズサヨナラ弾！26年ぶり日本一へ劇勝”. 닛칸 스포츠. 2022년 10월 27일. 2022년 11월 1일에 확인함.
106. ↑  “【データ】吉田正尚サヨナラ弾はオリックス初　2年連続サヨナラ打は史上初の快挙”. 닛칸 스포츠. 2022년 10월 27일. 2022년 11월 1일에 확인함.
107. ↑  “【オリックス】ラオウ杉本裕太郎がシリーズMVP　優秀選手賞は吉田正尚、ヤクルト塩見泰隆ら”. 닛칸 스포츠. 2022년 10월 30일. 2022년 11월 1일에 확인함.
108. ↑  “吉田正尚選手の「ポスティング」について”. 《오릭스 버펄로스》. 2022년 11월 17일. 2022년 11월 18일에 확인함.
109. ↑  “吉田正　夢のメジャーへ！オリックスがポスティングＯＫ「本当に感謝」”. 《데일리 스포츠 online》. 주식회사 데일리 스포츠. 2022년 11월 18일. 2022년 12월 15일에 확인함.
110. ↑  “パ・リーグ ベストナイン、オリックス3選手が受賞！”. 《오릭스 버펄로스》 (일본어). 2022년 11월 24일. 2022년 11월 24일에 확인함.
111. ↑  “吉田正尚選手のポスティング申請について”. 《오릭스 버펄로스》. 2022년 12월 7일. 2022년 12월 9일에 확인함.
112. ↑  “吉田正尚「びっくり」公示わずか１日でレッドソックスと契約「伝統ある球団。どっしりいきたい」”. 닛칸 스포츠. 2022년 12월 8일. 2022/12/16에 확인함.
113. ↑  “Red Sox agree to five-year contract with outfielder Masataka Yoshida”. 《MLB.com》 (영어). 2022년 12월 16일. 2022년 12월 21일에 확인함.
114. ↑  Ian Browne (2022년 12월 16일). “Red Sox sign Japanese OF Yoshida to 5-year deal”. 《MLB.com》 (영어). 2022년 12월 21일에 확인함.
115. ↑  “吉田正尚の一問一答　松坂さんから“ボストンは寒いのでダウンジャケットを持って来てください”と言われました”. 스포츠 호치. 2022년 12월 16일에 확인함.
116. ↑  “吉田正尚が自己紹介で「マサタカ・イシダ」と言い間違え？　レッドソックス入団会見”. 2022/12/16에 확인함.
117. ↑  “レッドソックス吉田正尚が入団会見「英語を勉強したい」背番号は「７」に決定”. 닛칸 스포츠. 2022년 12월 16일. 2022/12/16에 확인함.
118. ↑  “レッドソックス吉田正尚「４番左翼」で鮮烈デビュー「新鮮な気持ちでプレー」２安打１打点の活躍”. 닛칸 스포츠. 2023년 3월 31일. 2023년 3월 31일에 확인함.
119. ↑  “吉田正尚、4試合16打席目で初本塁打 グリーンモンスター越え同点2ランに本拠地大歓声”. 《フルカウント》 (Creative2). 2023년 4월 4일. 2023년 4월 4일에 확인함.
120. ↑  “圧巻の１イニング２本塁打！史上唯一の大記録からちょうど24年後に快挙を達成した吉田正尚は思わず「ワーオ」と自画自賛＜SLUGGER＞”. 《THE DIGEST》 (일본어). 2023년 4월 24일. 2024년 1월 1일에 확인함.
121. ↑  “レッドソックス吉田正尚が1イニング2本塁打！ 日本人選手初＆MLB史上58人目の快挙”. 《スポーティングニュース》 (일본어). 2023년 4월 24일. 2024년 1월 1일에 확인함.
122. ↑  “大谷、２戦連発の３４号ソロ　吉田は満塁本塁打、６打点”. 《데일리 스포츠 online》 (株式会社デイリースポーツ). 2023년 7월 17일. 2023년 7월 25일에 원본 문서에서 보존된 문서. 2023년 7월 25일에 확인함.
123. ↑  “吉田正尚が日米通算1000安打「毎年ベストを尽くしキャリアハイを」日本884メジャー116”. 닛칸 스포츠. 2023년 8월 6일. 2023년 8월 9일에 확인함.
124. ↑  “【オリックス】吉田正、U24侍メンバー入り辞退”. 스포츠 호치. 2017년 10월 22일에 원본 문서에서 보존된 문서. 2017년 11월 8일에 확인함.
125. ↑  “吉田正尚、東京五輪の通算打率は3割5分　プレミア12の悔しさ晴らし金メダル貢献”. 후쿠이 신문. 2021년 8월 8일. 2021년 9월 5일에 원본 문서에서 보존된 문서. 2021년 9월 5일에 확인함.
126. ↑  “レッドソックス吉田正尚、来年３月WBC出場希望を球団に伝えていることを明かす「判断はまだ」”. 《닛칸 스포츠》. 2022년 12월 7일. 2022년 12월 21일에 확인함.
127. ↑  “【WBC】吉田正尚、無安打も気持ち高ぶる「ここから負けられない」１次ラウンド４割超、８打点”. 《닛칸 스포츠》. 2023년 3월 13일. 2023년 3월 20일에 확인함.
128. ↑  “【WBC】4番吉田正尚が１発＆攻守で４強進出貢献「優勝目指して頑張っていきたい」”. 《닛칸 스포츠》. 2023년 3월 17일. 2023년 3월 20일에 확인함.
129. ↑  “【WBC】吉田正尚、起死回生の同点３ラン「お待たせしました」13打点で大会記録更新”. 《닛칸 스포츠》. 2023년 3월 21일. 2023년 3월 23일에 확인함.
130. ↑  “【WBC】最多打点＋ベストナインの吉田正尚、次は「ワールドシリーズ出場して優勝する」”. 《닛칸 스포츠》. 2023년 3월 22일. 2023년 3월 23일에 확인함.
131. ↑  “オリックス・ドラフト1位吉田正　門田2世だ”. 데일리 스포츠. 2016년 1월 22일. 2016년 2월 5일에 확인함.
132. ↑  “吉田正尚選手が「豪快な打撃」伝授　福井で少年野球教室”. 福井新聞. 2017년 12월 4일. 2017년 12월 4일에 원본 문서에서 보존된 문서. 2018년 4월 5일에 확인함.
133. ↑  “阪神・佐藤輝　吉田正からフルスイングの極意吸収　超人軍団入りでノウハウ学んだ”. 《데일리 스포츠 online》. 주식회사 데일리 스포츠. 2022년 1월 23일. 2022년 12월 24일에 확인함.
134. ↑  “青学大・吉田正尚はオリックスが単独１位指名”. 닛칸 스포츠. 2015년 10월 22일. 2021년 1월 23일에 확인함.
135. ↑  “「彼には大きな欠陥が3つある」メジャー移籍を目指す吉田正尚、スカウトが指摘する不安”. 《분슌 온라인》. 2쪽. 2023년 3월 20일에 확인함.
136. ↑  “ＷＢＣメキシコ戦効果で、吉田正尚のレーザービームが脅威に…相手三塁コーチが腕を回さなかった理由は”. 《스포츠 호치》. 2023년 3월 28일. 2023년 3월 28일에 확인함.
137. 1 2  “オリックス吉田正尚が抱くホームランへの思い”. BASEBALL KING. 2017년 9월 4일. 2018년 4월 5일에 확인함.
138. ↑  “吉田 正尚選手（オリックス・バファローズ）後編「身体が小さくてもホームランは追求できる」”. 高校野球ドットコム. 2017년 12월 8일. 2018년 4월 5일에 원본 문서에서 보존된 문서. 2018년 4월 5일에 확인함.
139. ↑  “オリックス吉田正尚、本塁打連発の秘密　小柄な体で飛距離を生み出す理由とは!?”. スポーツナビ. 2017년 8월 30일. 2018년 4월 5일에 확인함.
140. ↑  아사히 신문, 2018년 4월 5일자 조간
141. 1 2  “記録的年俸増の吉田正尚、理想の打者ぶり示すデータ”. 닛칸 스포츠. 2015년 10월 22일. 2021년 1월 23일에 확인함.
142. ↑  “わずか29三振の首位打者・吉田正尚が三振するとオリックスは負ける?”. SPAIA. 2021년 1월 21일. 2021년 1월 23일에 확인함.
143. ↑  “オリックス・吉田正尚インタビュー　“探求者”の象徴 「自分に合う1本を探したかった」”. 슈칸 베이스볼. 2021년 7월 5일. 2021년 9월 5일에 확인함.
144. ↑  “【井端が金属バットを使ってもかなわない選手とは！？】OB・現役パワーランキング！”. 【イバTV】井端弘和公式チャンネル. 2021년 9월 20일. 2021년 9월 29일에 확인함.
145. 1 2  “今年ブレイク必至　恩師が語るオリックス吉田正尚、フルスイングの秘話”. Full-Count. 2017년 1월 26일. 2017년 2월 7일에 확인함.
146. ↑  “飛躍の２年目へ　オリックス・吉田正尚外野手”. 마이니치 신문. 2017년 2월 2일. 2017년 2월 7일에 확인함.
147. ↑  “吉田正尚、原点で打撃感触を確認　岸本淳希、玉村祐典も後輩と初練習”. 후쿠이 신문. 2017년 1월 4일. 2017년 2월 8일에 원본 문서에서 보존된 문서. 2017년 2월 7일에 확인함.
148. ↑  “【オリックス】昨年手術の吉田　室伏広治氏の指導でトレーニング”. 스포츠 호치. 2018년 1월 21일. 2018년 5월 25일에 확인함.
149. ↑  “「マッチョ」を前面に!?　オリックス吉田正プロデュースの“チャンス動画”が話題”. Full-Count. 2018년 4월 20일. 2018년 6월 23일에 확인함.
150. ↑  “オリックス吉田正、本塁打で世界の子どもたち救う　1発につき10万円寄付へ”. 스포츠 닛폰. 2019년 2월 23일. 2019년 2월 23일에 확인함.
151. ↑  “オリックス吉田正が結婚 元モデルの管理栄養士・ゆり香さんと”. Sponichi Annex. 2018년 12월 10일. 2018년 12월 10일에 확인함.
152. ↑  “ゴールドポストプロジェクト”. 首相官邸 オリンピック・パラリンピックレガシー推進室. 2022년 6월 7일에 확인함.
153. 1 2  “オルティス氏「ようこそマッチョ」吉田正尚を歓迎　レッドソックスのレジェンドが動画で紹介”. 《닛칸 스포츠》. 2022년 12월 16일. 2022년 12월 21일에 확인함.
154. ↑  “レッドソックス吉田正尚が週間MVPに初選出　打率４割８分、２本塁打、８打点の好成績”. 《日刊スポーツ》. 2023년 5월 9일. 2023년 5월 9일에 확인함.
155. ↑  “吉田正尚、衝撃の「5月1球も空振りなし」　週間MVPで米称賛「最も感銘を与える数字だ」”. 2023년 5월 9일. 2023년 5월 9일에 확인함.
156. ↑  “見延和靖、吉田正尚、栗原陵矢に福井県栄誉賞　東京オリンピック金メダリスト”. 후쿠이 신문 ONLINE. 2021년 9월 2일. 2021년 9월 2일에 원본 문서에서 보존된 문서. 2021년 9월 2일에 확인함.
157. ↑  “山田裕貴、Mrs. GREEN APPLE、新しい学校のリーダーズら「GQ MEN OF THE YEAR」受賞”. 《マイナビニュース》. マイナビ. 2023년 11월 27일. 2023년 11월 27일에 확인함.
158. 1 2  “オリックス吉田正尚がプロ通算100号を達成　史上301人目”. 닛칸 스포츠. 2021년 5월 23일. 2021년 5월 23일에 확인함.
159. ↑  “オリックス吉田正尚が米挑戦検討示唆「少し話した」”. 《닛칸 스포츠》. 2021년 1월 12일. 2021년 10월 5일에 확인함.
160. ↑  “レッドソックス・吉田正尚　メジャー初安打＆初打点！！　メジャー1年目日本人野手、初の開幕4番”. 《스포츠 닛폰》. 2023년 3월 31일. 2023년 3월 31일에 확인함.
161. ↑  “レッドソックス吉田正尚　「４番左翼」で鮮烈デビュー　２安打１打点といきなりマルチ安打”. 《닛칸 스포츠》. 2023년 3월 31일. 2023년 3월 31일에 확인함.
162. ↑  “レッドソックス・吉田　決勝打＆初盗塁！今季2度目マルチ安打で2連勝に貢献”. 《스포츠 닛폰》. 2023년 4월 4일. 2023년 4월 4일에 확인함.
163. ↑  “レッドソックス・吉田のメジャー初本塁打“オリ流祝福”に「ダンベルもボストンデビューか」「嬉しい」”. 《스포츠 닛폰》. 2023년 4월 4일. 2023년 4월 4일에 확인함.
164. ↑  “吉田正尚、４打数２安打で日米通算1000安打　レッドソックスは接戦を落とし３連敗”. 《닛칸 스포츠》. 2023년 8월 6일. 2023년 8월 6일에 확인함.